# ناثان تشن
ناثان تشن (بالإنجليزية: Nathan Chen) هو متزلج فني أمريكي، ولد في 5 مايو 1999 في سولت ليك في الولايات المتحدة.

## وصلات خارجية
- الموقع الرسمي
- ناثان تشن على موقع الاتحاد الدولي للتزلج (الإنجليزية)
- ناثان تشن على موقع اللجنة الأولمبية الدولية (الإنجليزية)
- ناثان تشن على موقع أوليمبيديا (الإنجليزية)
- ناثان تشن على موقع اللجنة الأولمبية والبارالمبية الأمريكية (الإنجليزية)
- ناثان تشن على موقع IMDb (الإنجليزية)